# Schleife
Schleife (en alto sorabo, Slepo) es un municipio situado en el distrito de Görlitz, en el estado federado de Sajonia (Alemania). Tiene una población estimada, a fines de 2024, de 2531 habitantes.